# Pečat cara Japana
Pečat cara Japana (御璽, ぎょじ, gyoji) je jedan od japanskih nacionalnih pečata službeni je pečat japanskog cara. Oblika je četvorine s napisom 天皇御璽 ("carev carski pečat") na pečatnim pismom (篆書, jap. tensho). Ima dvije crte okomitog pisanja. Na desnoj strani su urezani znakovi 天皇 (tenno, car), a na lijevoj znakovi 御璽 (gyoji, carski pečat). Pečat je otisnut na carskim reskriptima, proklamacijama zakona, kabinetskim zapovijedima, sporazumima, instrumentima ratifikacije, veleposlaničkim vjerodajnicama, postavljanjima i opozivanja, dokumentima punomoći, konzularnim komisijama, pismima kojim se autorizira inozemne konzule, pisma postavljanja i opozivanja dužnosnika, čije postavljanje zahtijeva carevu potvrdu, i dokumentima postavljanja (親任式, shinninshiki) i dokumentima premijera i predsjedavajućeg suca (最高裁判所長官, saikōsaibansho-chōkan) Vrhovnog suda Japana (最高裁判所, saikō-saibansho) kao i njihove respektivne opozive. Pečat datira od vremena razdoblja Nare. Prvotno je bio od bakra, zatim od kamena 1868. (Meiji), a poslije od čistog zlata. Dužine je 3 suna (oko 9 cm) i teži 4,5 kg. Majstor koji je izradio pečat je Abei Rekido (安部井 櫟堂; 1805. – 1883.) iz Kyota. Pečat se rabi s posebnom vermilionskom tintom koju je izradila Nacionalna tiskara (国立印刷局 Kokuritsu insatsu-kyoku).